# Gendarmeria ellenica
La Gendarmeria ellenica (in greco Ελληνική Χωροφυλακή?, Elliniki Chorofylaki) era la forza della gendarmeria nazionale e della polizia militare (fino al 1941) della Grecia.

## Storia

### Fondazione e servizio iniziale
La Gendarmeria Greca fu istituita dopo l'incoronazione del re Ottone nel 1833 come Gendarmeria Reale (in greco Βασιλική Χωροφυλακή?) e con un'organizzazione simile alla Gendarmeria Nazionale Francese. A quel tempo faceva formalmente parte dell'Esercito ellenico e sotto l'autorità del Ministero della difesa. Diversi consulenti esteri (in particolare dalla Baviera, che ha sottolineato gli elementi di centralizzazione e autoritarismo), sono stati coinvolti anche per fornire addestramento e consulenza tattica alla forza appena formata. Il compito principale della Gendarmeria sotto l'esercito in questo periodo fu in primo luogo quello di combattere il vasto brigantaggio che era endemico nelle campagne per tutto il XIX secolo e comprendeva i rapimenti a scopo di riscatto, la repressione delle rivolte locali e l'istituzione di una forte governo esecutivo. Dimitrios Deligeorgis fu nominato comandante nel 1854.
I legami dell'esercito con la Gendarmeria e la natura della struttura della forza e della sua gerarchia furono mantenuti per tutto il XIX secolo per una serie di motivi, principalmente i disordini sociopolitici che caratterizzarono il periodo, tra cui povertà sproporzionata, oppressione governativa, ribellioni sporadiche e instabilità politica. Di conseguenza, oltre al contributo delle forze armate, la gendarmeria è rimasta un organismo in gran parte conservatore per tutto il periodo, c'è stata anche una certa politicizzazione durante l'addestramento poiché la gendarmeria è stata addestrata nei campi militari.

### XX secolo
Nel 1906 la Gendarmeria subì la sua prima grande ristrutturazione a livello amministrativo. Ha acquisito le proprie strutture educative e di addestramento indipendenti da quelle dell'esercito (sebbene rimanendo ancora una parte nominale delle forze armate). Nonostante ciò, la Gendarmeria mantenne ancora una struttura prevalentemente militare, basata sul suo coinvolgimento nella lotta macedone , nei Balcani e nella prima guerra mondiale. Di conseguenza, tendeva a trascurare le questioni civili, cosa affrontata con l'istituzione di una forza civile di polizia cittadina per l'Attica nel 1920, che alla fine sarebbe stata estesa ai centri urbani dell'intero paese.
La modernizzazione delle forze di polizia del paese è stata rallentata dai successivi periodi di instabilità politica, culminati nel regime di Ioannis Metaxas e nella seconda guerra mondiale. Dopo la guerra, tuttavia, furono coinvolti esperti britannici per aiutare a riformare la polizia sulla falsariga della polizia britannica. Di conseguenza, dopo il 1946 le forze di polizia cessarono di essere una parte formale del Ministero della Difesa , sebbene conservassero diverse caratteristiche militari e fossero organizzate secondo linee militari.
Riflettendo una nuova enfasi sulla polizia civile, nel 1984 sia la Gendarmeria che la polizia cittadina furono fuse in un'unica Polizia ellenica unificata che tuttavia mantenne elementi della precedente struttura e gerarchia militare.

## Gradi

### 1908–1935
| Spalline   | Spalline      | Spalline          | Spalline        | Spalline        | Spalline       |
| ---------- | ------------- | ----------------- | --------------- | --------------- | -------------- |
| Moirarchos | Ypomoirarchos | Anthypomoirarchos | Enomotarchis A' | Enomotarchis Β' | Ypenomotarchis |
|            |               |                   |                 |                 |                |

### 1935–1970
| Spalline                       | Spalline                        | Spalline                     | Spalline                  | Spalline                  | Spalline               | Spalline           | Spalline             | Spalline                     | Spalline                  | Spalline       | Spalline    | Spalline      | Spalline             | Spalline                    | Spalline |
| ------------------------------ | ------------------------------- | ---------------------------- | ------------------------- | ------------------------- | ---------------------- | ------------------ | -------------------- | ---------------------------- | ------------------------- | -------------- | ----------- | ------------- | -------------------- | --------------------------- | -------- |
| Tenente generale Αντιστράτηγος | Maggior generale (Υποστράτηγος) | Brigadier generale Ταξίαρχος | Colonnello Συνταγματάρχης | Tenente colonnello Αν/χης | Maggiote (Ταγματάρχης) | Capitano Μοίραρχος | Tenente Υπομοίραρχος | Sottotenente Ανθυπομοίραρχος | Maresciallo Ανθυπασπιστής | Ενωμοτάρχης Α΄ | Ενωμοτάρχης | Υπενωμοτάρχης | Gendarme Χωροφύλακας | Allievo Δόκιμος Χωροφύλακας |          |
|                                |                                 |                              |                           |                           |                        |                    |                      |                              |                           |                |             |               |                      |                             |          |

### 1975–1984
| Spalline                         | Spalline                       | Spalline                        | Spalline                     | Spalline                  | Spalline                  | Spalline               | Spalline           | Spalline             | Spalline                       | Spalline                  | Spalline       | Spalline    | Spalline      | Spalline             | Spalline                    |
| -------------------------------- | ------------------------------ | ------------------------------- | ---------------------------- | ------------------------- | ------------------------- | ---------------------- | ------------------ | -------------------- | ------------------------------ | ------------------------- | -------------- | ----------- | ------------- | -------------------- | --------------------------- |
| Generale (ret.) Στρατηγός (ε.α.) | Tenente generale Αντιστράτηγος | Maggior Generale (Υποστράτηγος) | Brigadier generale Ταξίαρχος | Colonnello Συνταγματάρχης | Tenente Colonnello Αν/χης | Maggiore (Ταγματάρχης) | Capitano Μοίραρχος | Tenente Υπομοίραρχος | Sottonocchiere Ανθυπομοίραρχος | Maresciallo Ανθυπασπιστής | Ενωμοτάρχης Α΄ | Ενωμοτάρχης | Υπενωμοτάρχης | Gendarme Χωροφύλακας | Allievo Δόκιμος Χωροφύλακας |
|                                  |                                |                                 |                              |                           |                           |                        |                    |                      |                                |                           |                |             |               |                      |                             |